# Illúzió
Az illúzió (vagy érzékcsalódás) egy pszichológiai jelenség, amelynek során félreértelmezünk a valóságból érkező ingereket, azaz az agyban az érzékszervek által közvetített információ felhasználásával egy az objektív valóságtól eltérő reprezentáció keletkezik. Illúziót bármelyik érzékszerv okozhat, ezért vannak optikai csalódások, hallási, szaglási, tapintási illúziók, valamint az időérzékkel és az egyensúly-érzékeléssel kapcsolatosak is. Jellemző az illúziókra, hogy az emberek többségénél ugyanazt a hatást, vagy nagyon hasonlót váltják ki. Az illúzióknak rendhagyó észlelésének vizsgálata gyakran tárgya a kísérleti pszichológiának, ezeken keresztül az észlelés mindennapi jelenségeinek megértéséhez is közelebb kerülünk. Sokszor a „trükk” ismerete sem képes eloszlatni az érzéki csalódást.
Az illúziók között a legszélesebb körben az optikai csalódások ismertek (pareidolia), ennek valószínűleg az az oka, hogy az érzékelésünkben a látás a vezető érzékleti modalitás.
Az illúziók és a hallucinációk között az a különbség, hogy a hallucinációk nem függnek a környezetből érkező ingerektől, az egyes észlelők észleletei között nincs kapcsolat.
A bűvészet, ill. egyéb rokonműfajok (mentalizmus, manipuláció stb.) is gyakran, ill. nagymértékben épít az illúzió megannyi fajtájára.
Köznapi értelemben az illúzió jelenthet bármilyen gondolatot, ami a valóságtól elrugaszkodott.

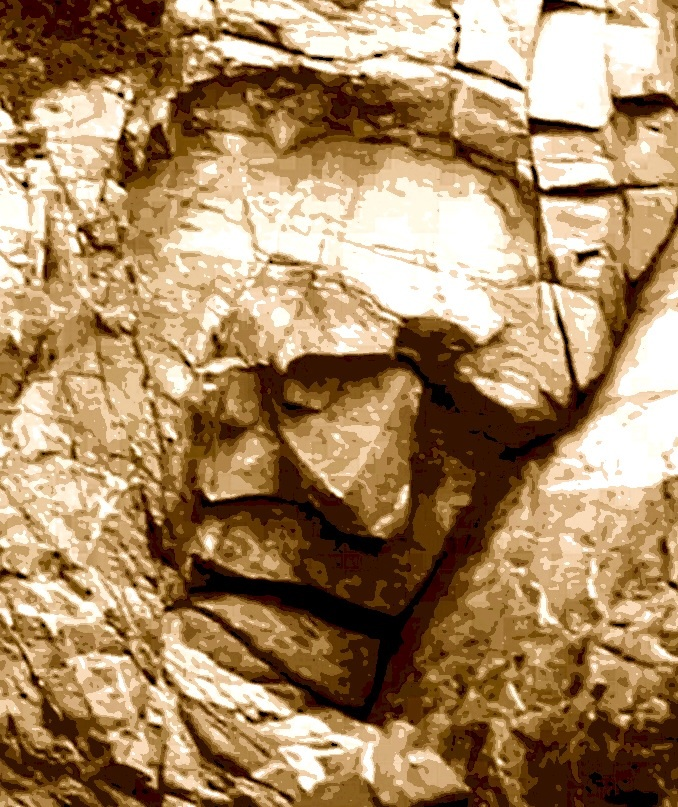
Ez a szikla Mexikóban egy emberi arc képzetét kelti.

## Az illúziók általános háttere

Hermann-rács

Az érzéki csalódások hátterében különböző szintű agyi folyamatok állhatnak. Vannak olyan illúziók, amelyek az agyi információfeldolgozás alacsonyabb, biológiailag könnyebben megmagyarázható szintjein történnek. Ilyen fiziológiai illúzió például a Hermann-rács. A fiziológiai illúzióktól meg lehet különböztetni a kognitív szinten létrejövő illúziókat, bár a kettő közötti határ vita tárgyát képezi, mert az újabb kutatások az észlelés egyre korábbi szintjén találnak bizonyítékot a top-down folyamatok percepcióra való befolyására.
A kognitív illúziók nem az érzékelési rendszer felépítéséből adódnak, hanem a világról megszerzett tudásunk, előfeltevéseink, következtetéseink alakítják őket. Ezek a befolyásoló tényezők, amelyek az illúziók esetében félrevezetik az idegrendszert, alapvetően az észlelés megkönnyítését célozzák. Ilyenek például a Gestaltpszichológia által tárgyalt szervezőelvek, vagy a konstanciák.

## Vizuális illúziók
A vizuális illúziók, vagy optikai csalódások a látással kapcsolatos illúziók. Csoportosításuk lehetséges kettős jelentésű, paradox és torzító illúziókra. Néhány híres illúzió:
Holdillúzió: Optikai csalódás, melynek során a horizonton levő Holdat nagyobbnak látjuk, mint amikor a zeniten, magasan az égbolton van.
Ponzo-illúzió: Jó példa a torzító illúziókra. Az egymás felé tartó egyenesekre keresztben elhelyezett, azonos hosszúságú szakaszok eltérő hosszúságúnak tűnnek.
Hermann-rács: Fekete négyzetek hálózata, amelyeket fehér sávok választanak el egymástól. A fehér vonalak találkozásánál jön létre az illúzió.
Ames-szoba: A megfigyelő egy adott szemszögből betekintve a szobába jelentős méretbeli eltéréseket tapasztal a szoba két különböző sarkában álló személy között, holott a két személy közel egyforma magas. A szoba különlegesen épített, mégis egy bizonyos szögből teljesen normálisnak és téglalap alakúnak látszik.
Rubin-váza: A kétértelmű ábrák közé tartozó illúzió. Egyik értelmezésében egy vázát, a másikban két arcélt ábrázol.

## Hallási illúziók
A hallási illúziók a hallással kapcsolatos érzéki csalódások. Példák hallási illúziókra:
Shepard-Risset-illúzió: Egy folyamatosan emelkedő vagy ereszkedő hangsor benyomását kelti, miközben valójában nem lesz se magasabb, se mélyebb a hang. A jelenség akkor jön létre, ha egymástól oktávnyi távolságra levő szinuszhullámokat helyezünk egymásra és játszunk le. A diszkrét hangokból álló változat a nevét Roger Shepard kognitív kutató után kapta. Az illúzió folyamatos verzióját Jeane-Claude Risset zeneszerző készítette el. 
A Shepard–Risset glissando

Probléma esetén lásd:Médiafájlok kezelése.
Skálaillúzió: Hangskála illúziója jön létre, amikor a két fülbe két zenei skálát, egy emelkedőt és egy ereszkedőt játszanak le úgy, hogy a két fülbe eltérő, de egyszerre megszólaló hangok érkeznek egy meghatározott mintázat szerint. 

## Tapintási illúziók
A taktilis érzékeléssel kapcsolatos érzékcsalódások.

## Időérzékkel kapcsolatos illúziók
Az időérzékelés mentális és biológiai folyamatok összessége, amely során érzékelni tudjuk egy időtartam hosszát, valamint, hogy két dátum, vagy időintervallum egyenlő, esetleg különböző. Példák az időérzékeléssel kapcsolatos illúziókra:
Teleszkóp-hatás: Az az illúzió, hogy az időben távolabb történt események kevésbé tűnnek távolinak, a közelmúlt eseményei viszont távolabbinak tűnnek, mint amennyi idő a valóságban eltelt azóta, hogy megtörténtek.
Vierordt-törvény: A rövid időtartamokat felül-, a hosszabbakat alulbecsüljük.

## Több érzékminőséget érintő illúziók
Az illúziók létrejöttében a különböző érzékszervek információinak összehangolása is szerepet játszhat.
Műkéz illúzió: Az a téves benyomás, hogy a megfelelő körülmények között prezentált műkéz az ember sajátja, az azt érő ingerek a kísérleti személy testét érik. A kísérleti összeállítás, amelyben ez létrejön, úgy alakítható ki, hogy a személy mindkét keze az asztalon van, de az egyiket nem látja, ez takarásban van. A nem látott kéznek megfelelő műkezet helyezünk a két kéz közé az asztalra, és a takarásban levő kézzel egyszerre, mindkét kézen ugyanazon a helyen ismételten végigsimítjuk. Fontos, hogy a simítások időben teljesen szimultán módon történjenek.

## Illúziók a művészetekben
Illúziókkal elsősorban a vizuális művészetekben találkozhatunk, de a hallási illúziók felhasználására is akad példa.
Trompe-l’œil festészetnek nevezzük, ha a festő megtévesztő, lehetetlen módon mutatja be a valóságot.

Penrose-háromszög

A festészetből a legismertebb példa Escher munkássága, aki fizikailag lehetetlen tereket ábrázolt realisztikusan. Az ő munkássága nyomán kezdett el a lehetetlen ábrákkal foglalkozni Roger Penrose matematikus, akiről a Penrose-háromszög a nevét kapta.
A Shepard-Risset-illúzió előfordul számos könnyűzenei számban:
- The Beatles: "I Am the Walrus"
- The Queen: "Tie Your Mother Down" és "Teo Torriatte (Let Us Cling Together)"
- Beck: "Lonesome Tears"
- Led Zeppelin: "No Quarter"
- Pink Floyd: "Echoes"
- Muse: "Ruled By Secrecy"
- Godspeed You! Black Emperor: "A Nervous, Sad, Poor...", 7. perctől kezdődően
- Flaming Lips: "Moth in the Incubator"
- The Machinedrum: "Infinite Us"
- Sonic Youth: "Sunday"
- Wilco: "Born Alone"
- Tom Middleton: "Penrose Steps"

## Külső hivatkozások
- What is an Illusion? by JR. Block, Ph.D.
- Optikai illúziók, angolul
- Vizuális illúziók
- Illúziók Archiválva 2007. december 30-i dátummal a Wayback Machine-ben [Tiltott forrás?]
- Válogatott illúziók